# Томас Кроманн
Томас Кроманн (дан. Thomas Kromann; нар. 1 червня 1987) — колишній данський тенісист.

## Парний розряд титули

### Перемоги (3)
| Легенда (одиночний розряд) |
| Великий шлем (0)           |
| Tennis Masters Cup (0)     |
| Серія Мастерс ATP (0)      |
| Тур ATP (0)                |
| Челленджери                |
| Ф'ючерси (3)               |

| Ранг | Дата           | Турнір                | Покриття | Партнер              | Суперник                        | Рахунок         |
| 1.   | 10 травня 2009 | Санданський, Болгарія | Ґрунт    | Джон Міллман         | Валентин Димов Тодор Енев       | 3–6, 6–1 [10–5] |
| 2.   | 2 серпня 2009  | Юрмала, Латвія        | Ґрунт    | Трістан Фаррон-Магон | Артурс Казієвс Мікеліс Лібієтіс | 6–4, 6–2        |
| 3.   | 3 серпня 2014  | Копенгаген, Данія     | Ґрунт    | Ісак Арвідссон       | Сандер Арендс Нілс Лотсма       | 7–5, 7–6(7–2)   |